# Lijst van nummer 1-hits in Duitsland in 1967
Deze hits stonden in 1967 op nummer 1 in de Der Musikmarkt, de bekendste hitlijst in Duitsland.
| Datum        | Artiest            | Titel                                                |
| ------------ | ------------------ | ---------------------------------------------------- |
| 7 januari    | The Kinks          | Dandy                                                |
| 14 januari   | The Kinks          | Dandy                                                |
| 21 januari   | Roy Black          | Good night my love                                   |
| 28 januari   | Roy Black          | Good night my love                                   |
| 4 februari   | The Monkees        | I'm a believer                                       |
| 11 februari  | The Monkees        | I'm a believer                                       |
| 18 februari  | The Monkees        | I'm a believer                                       |
| 25 februari  | The Monkees        | I'm a believer                                       |
| 4 maart      | The Monkees        | I'm a believer                                       |
| 11 maart     | The Monkees        | I'm a believer                                       |
| 18 maart     | David Garrick      | Dear Mrs. Applebee                                   |
| 25 maart     | David Garrick      | Dear Mrs. Applebee                                   |
| 1 april      | The Rolling Stones | Let's spend the night together                       |
| 8 april      | The Rolling Stones | Let's spend the night together                       |
| 15 april     | The Rolling Stones | Let's spend the night together                       |
| 22 april     | The Rolling Stones | Let's spend the night together                       |
| 29 april     | The Rolling Stones | Let's spend the night together                       |
| 6 mei        | The Beatles        | Penny Lane                                           |
| 13 mei       | The Beatles        | Penny Lane                                           |
| 20 mei       | Sandie Shaw        | Puppet on a string                                   |
| 27 mei       | Sandie Shaw        | Puppet on a string                                   |
| 3 juni       | Sandie Shaw        | Puppet on a string                                   |
| 10 juni      | Sandie Shaw        | Puppet on a string                                   |
| 17 juni      | Sandie Shaw        | Puppet on a string                                   |
| 24 juni      | Sandie Shaw        | Puppet on a string                                   |
| 1 juli       | Sandie Shaw        | Puppet on a string                                   |
| 8 juli       | Sandie Shaw        | Puppet on a string                                   |
| 15 juli      | Manfred Mann       | Ha! Ha! Said the clown                               |
| 22 juli      | Manfred Mann       | Ha! Ha! Said the clown                               |
| 29 juli      | Roy Black          | Meine liebe zu dir                                   |
| 5 augustus   | Procol Harum       | A whiter shade of pale                               |
| 12 augustus  | Procol Harum       | A whiter shade of pale                               |
| 19 augustus  | The Beatles        | All you need is love                                 |
| 26 augustus  | The Beatles        | All you need is love                                 |
| 2 september  | The Beatles        | All you need is love                                 |
| 9 september  | The Beatles        | All you need is love                                 |
| 16 september | The Beatles        | All you need is love                                 |
| 23 september | The Beatles        | All you need is love                                 |
| 30 september | Peter Alexander    | Verbotene träume                                     |
| 7 oktober    | Scott McKenzie     | San Francisco (Be sure to wear flowers in your hair) |
| 14 oktober   | Scott McKenzie     | San Francisco (Be sure to wear flowers in your hair) |
| 21 oktober   | Scott McKenzie     | San Francisco (Be sure to wear flowers in your hair) |
| 28 oktober   | Scott McKenzie     | San Francisco (Be sure to wear flowers in your hair) |
| 4 november   | Scott McKenzie     | San Francisco (Be sure to wear flowers in your hair) |
| 11 november  | Scott McKenzie     | San Francisco (Be sure to wear flowers in your hair) |
| 18 november  | Peggy March        | Romeo und Julia                                      |
| 25 november  | Bee Gees           | Massachusetts                                        |
| 2 december   | Bee Gees           | Massachusetts                                        |
| 9 december   | Bee Gees           | Massachusetts                                        |
| 16 december  | Bee Gees           | Massachusetts                                        |
| 23 december  | Bee Gees           | Massachusetts                                        |
| 30 december  | Bee Gees           | Massachusetts                                        |